# Francesco Faggi
Francesco Faggi, född 8 mars 1926 i Perledo, död 12 juni 2016 i Perledo, var en italiensk roddare.
Han blev olympisk guldmedaljör i fyra utan styrman vid sommarspelen 1948 i London.